# Södra Yxesjön
Södra Yxesjön är en sjö i Eda kommun och Årjängs kommun i Värmland och ingår i Göta älvs huvudavrinningsområde. Sjön är 22 meter djup, har en yta på 1,9 kvadratkilometer och befinner sig 205,5 meter över havet. Sjön avvattnas av vattendraget Glasälven (Sörbohedsälven). Vid provfiske har bland annat abborre, braxen, gers och gädda fångats i sjön.

## Delavrinningsområde
Södra Yxesjön ingår i det delavrinningsområde (661449-130055) som SMHI kallar för Utloppet av Södra Yxesjön. Medelhöjden är 241 meter över havet och ytan är 19,13 kvadratkilometer. Räknas de 2 avrinningsområdena uppströms in blir den ackumulerade arean 35,72 kvadratkilometer. Glasälven (Sörbohedsälven) som avvattnar avrinningsområdet har biflödesordning 3, vilket innebär att vattnet flödar genom totalt 3 vattendrag innan det når havet efter 292 kilometer. Avrinningsområdet består mestadels av skog (75 procent). Avrinningsområdet har 2,45 kvadratkilometer vattenytor vilket ger det en sjöprocent på 12,8 procent.

## Fisk
Vid provfiske har följande fisk fångats i sjön:
- Abborre
- Braxen
- Gärs
- Gädda
- Löja
- Mört
- Nors
- Siklöja